# Echinopsis silvestrii
Echinopsis silvestrii ist eine Pflanzenart aus der Gattung Echinopsis in der Familie der Kakteengewächse (Cactaceae). Das Artepitheton silvestrii ehrt den italienischen Entomologen und Botaniker Filippo Silvestri (1873–1949).

## Beschreibung
Echinopsis silvestrii wächst in der Regel einzeln, verzweigt jedoch gelegentlich und bildet dann kleine Gruppen. Die kugelförmigen bis kurz zylindrischen Triebe erreichen bei Durchmessern von 4 bis 8 Zentimetern Wuchshöhen von 5 bis 10 Zentimeter. Es sind zwölf bis 14 Rippen vorhanden. Die auf ihnen befindlichen kreisrunden Areolen sind weißlich. Der einzelne Mitteldornen steht ab. Die fünf bis neun Randdornen liegen an der Trieboberfläche an.
Die lang röhrig-trichterförmigen, weißen Blüten duften nicht. Sie öffnen sich in der Nacht. Die Blüten sind bis zu 20 Zentimeter lang.

## Verbreitung und Systematik
Echinopsis silvestrii ist in den argentinischen Provinzen Salta und Tucumán in tieferen Lagen von 500 bis 1000 Metern verbreitet.
Die Erstbeschreibung durch Carlos Luis Spegazzini wurde 1905 veröffentlicht.

## Nachweise